# Pura sangre
Pura sangre és una pel·lícula de terror colombiana de 1982 dirigida i escrita per Luis Ospina i protagonitzada per Carlos Mayolo, Florina Lemaitre, Humberto Arango, Luis Alberto García i Gilberto Forero. La pel·lícula pot ser considerada una de les primeres produccions cinematogràfiques colombianes que se centren en el tema del vampirismo, contant la història d'un ancià que pateix una estranya malaltia i que requereix constantment de la sang de nens per poder sobreviure.

## Sinopsi
Roberto Hurtado, un ancià adinerat, pateix d'una estranya malaltia que només pot ser controlada mitjançant constants transfusions de sang provinent de joves i nens. Per a tal efecte el seu inescrupuloso fill ha contractat sota xantatge a tres empleats (dos xofers i una infermera embolicats en un tèrbol crim sexual) que s'encarreguen de segrestar les seves víctimes i assassinar-les per a extreure'ls la seva sang, no sense abans fer-les partícips de les seves perversions sexuals.

## Repartiment
- Carlos Mayolo…. Perfecto.
- Florina Lemaitre…. Florencia.
- Humberto Arango…. Ever
- Franky Linero…. Poncho
- Luis Alberto García.... Adolfo Hurtado
- Gilberto Forero.... Roberto Hurtado
- Patricia Bonilla
- Rita Escobar
- Álvaro Gutiérrez
- César Muñóz

## Producció
L'argument es basava en una història real real sobre el "Monstre de Mangones"; pel que sembla, Adolfo Aristizabal, un sàdic, psicòpata que va assassinar 30 nens d'entre 8 i 13 anys i un cas no resolt en el sistema judicial de Colòmbia. La majoria eren habitants del carrer o joves que caminaven a prop dels Mangones; una zona de Cali on hi havia espais no construïts i els edificis estan aïllats els uns dels altres, cosa que facilita la captura de qualsevol persona a les fosques de la nit. A això es va afegir el mite que el presumpte responsable d'aquestes morts era un home ric que patia leucèmia i l'aparició d'aquest era moribunda i cadàver. Així, per sobreviure, el presumpte home hauria contractat gent per matar joves i sobreviure de la seva sang, ja sigui amb transfusions o bevent-la.

## Recepció
Va rebre la menció especial del Jurat Internacional de la Crítica al XVI Festival Internacional de Cinema Fantàstic de Sitges. D'altra banda, Florina Lemaitre va guanyar el premi Índia Catalina a la millor actriu al Festival Internacional de Cinema de Cartagena de Indias de 1982.